# Žitavce
Žitavce é um município da Eslováquia, situado no distrito de Nitra, na região de Nitra. Tem 8,29 km² de área e sua população em 2018 foi estimada em 391 habitantes.

## Demografia
| Ano:        | 1994 | 2004   | 2014    | 2024   |
| ----------- | ---- | ------ | ------- | ------ |
| Broj ljudi: | 328  | 334    | 373     | 396    |
| Razlika:    |      | +1,82% | +11,67% | +6,16% |

| Ano:               | 2023 | 2024   |
| ------------------ | ---- | ------ |
| Número de pessoas: | 399  | 396    |
| Diferença:         |      | -0,75% |